# Murinae
Murinae este o subfamilie de rozătoare din familia Muridae, care cuprinde 129 de genuri și 584 de specii. Această subfamilie este mai numeroasă decât orice familie de mamifere cu excepția Cricetidae și Muridae, și, mai numeroasă decât orice ordin de mamifere cu excepția liliecilor și a rozătoarelor.

## Lista genurilor
Subfamilia Murinae
- Grupul Aethomys 
  - Genul Aethomys
  - Genul Micaleamys
- Grupul Apodemus 
  - Genul Apodemus
  - Genul Rhagamys
  - Genul Tokudaia
- Grupul Arvicanthis 
  - Genul Arvicanthis
  - Genul Desmomys
  - Genul Lemniscomys
  - Genul Mylomys
  - Genul Pelomys
  - Genul Rhabdomys
- Grupul Chrotomys 
  - Genul Apomys
  - Genul Archboldomys
  - Genul Chrotomys
  - Genul Rhynchomys
- Grupul Colomys 
  - Genul Colomys
  - Genul Nilopegamys
  - Genul Zelotomys
- Grupul Crunomys 
  - Genul Crunomys
  - Genul Sommeromys
- Grupul Dacnomys 
  - Genul Anonymomys
  - Genul Chiromyscus
  - Genul Dacnomys
  - Genul Leopoldamys
  - Genul Niviventer
  - Genul Saxatilomys
  - Genul Srilankamys
- Grupul Dasymys 
  - Genul Dasymys
- Grupul Echiothrix 
  - Genul Echiothrix
- Grupul Golunda 
  - Genul Golunda
- Grupul Hadromys 
  - Genul Hadromys
- Grupul Hybomys 
  - Genul Dephomys
  - Genul Hybomys
  - Genul Stochomys
- Grupul Hydromys 
  - Genul Crossomys
  - Genul Hydromys
  - Genul Microhydromys
  - Genul Parahydromys
  - Genul Paraleptomys
- Grupul Lorentzimys 
  - Genul Lorentzimys
- Grupul Malacomys 
  - Genul Malacomys
- Grupul Maxomys 
  - Genul Maxomys
- Grupul Melasmothrix 
  - Genul Melasmothrix
  - Genul Tateomys
- Grupul Micromys 
  - Genul Chiropodomys
  - Genul Haeromys
  - Genul Hapalomys
  - Genul Micromys
  - Genul Vandeleuria
  - Genul Vernaya
- Grupul Millardia 
  - Genul Cremnomys
  - Genul Diomys
  - Genul Madromys
  - Genul Millardia
- Grupul Mus 
  - Genul Muriculus
  - Genul Mus
- Grupul Oenomys 
  - Genul Canariomys
  - Genul Grammomys
  - Genul Lamottemys
  - Genul Malpaisomys
  - Genul Oenomys
  - Genul Thallomys
  - Genul Thamnomys
- Grupul Phloeomys 
  - Genul Batomys
  - Genul Carpomys
  - Genul Crateromys
  - Genul Phloeomys
- Grupul Pithecheir 
  - Genul Eropeplus
  - Genul Lenomys
  - Genul Lenothrix
  - Genul Margaretamys
  - Genul Pithecheir
  - Genul Pithecheirops
- Grupul Pogonomys 
  - Genul Abeomelomys
  - Genul Anisomys
  - Genul Chiruromys
  - Genul Coccymys
  - Genul Coryphomys
  - Genul Hyomys
  - Genul Macruromys
  - Genul Mallomys
  - Genul Mammelomys
  - Genul Pogonomelomys
  - Genul Pogonomys
  - Genul Spelaeomys
  - Genul Xenuromys
- Grupul Pseudomys 
  - Genul Conilurus
  - Genul Leggadina
  - Genul Leporillus
  - Genul Mastacomys
  - Genul Mesembriomys
  - Genul Notomys
  - Genul Pseudomys
  - Genul Zyzomys
- Grupul Rattus 
  - Genul Abditomys
  - Genul Bandicota
  - Genul Berylmys
  - Genul Bullimus
  - Genul Bunomys
  - Genul Diplothrix
  - Genul Halmaheramys[1]
  - Genul Kadarsanomys
  - Genul Komodomys
  - Genul Limnomys
  - Genul Nesokia
  - Genul Nesoromys
  - Genul Palawanomys
  - Genul Papagomys
  - Genul Paruromys
  - Genul Paulamys
  - Genul Rattus
  - Genul Sundamys
  - Genul Taeromys
  - Genul Tarsomys
  - Genul Tryphomys
- Grupul Stenocephalomys 
  - Genul Heimyscus
  - Genul Hylomyscus
  - Genul Mastomys
  - Genul Myomyscus
  - Genul Praomys
  - Genul Stenocephalemys
- Grupul Uromys 
  - Genul Melomys
  - Genul Paramelomys
  - Genul Protochromys
  - Genul Solomys
  - Genul Uromys
- Grupul Xeromys 
  - Genul Leptomys
  - Genul Pseudohydromys
  - Genul Xeromys
- Grupul Otomyines
  - Genul Myotomys
  - Genul Otomys
  - Genul Parotomys

În 2012 a fost descris genul Paucidentomys.